# Приміпіл

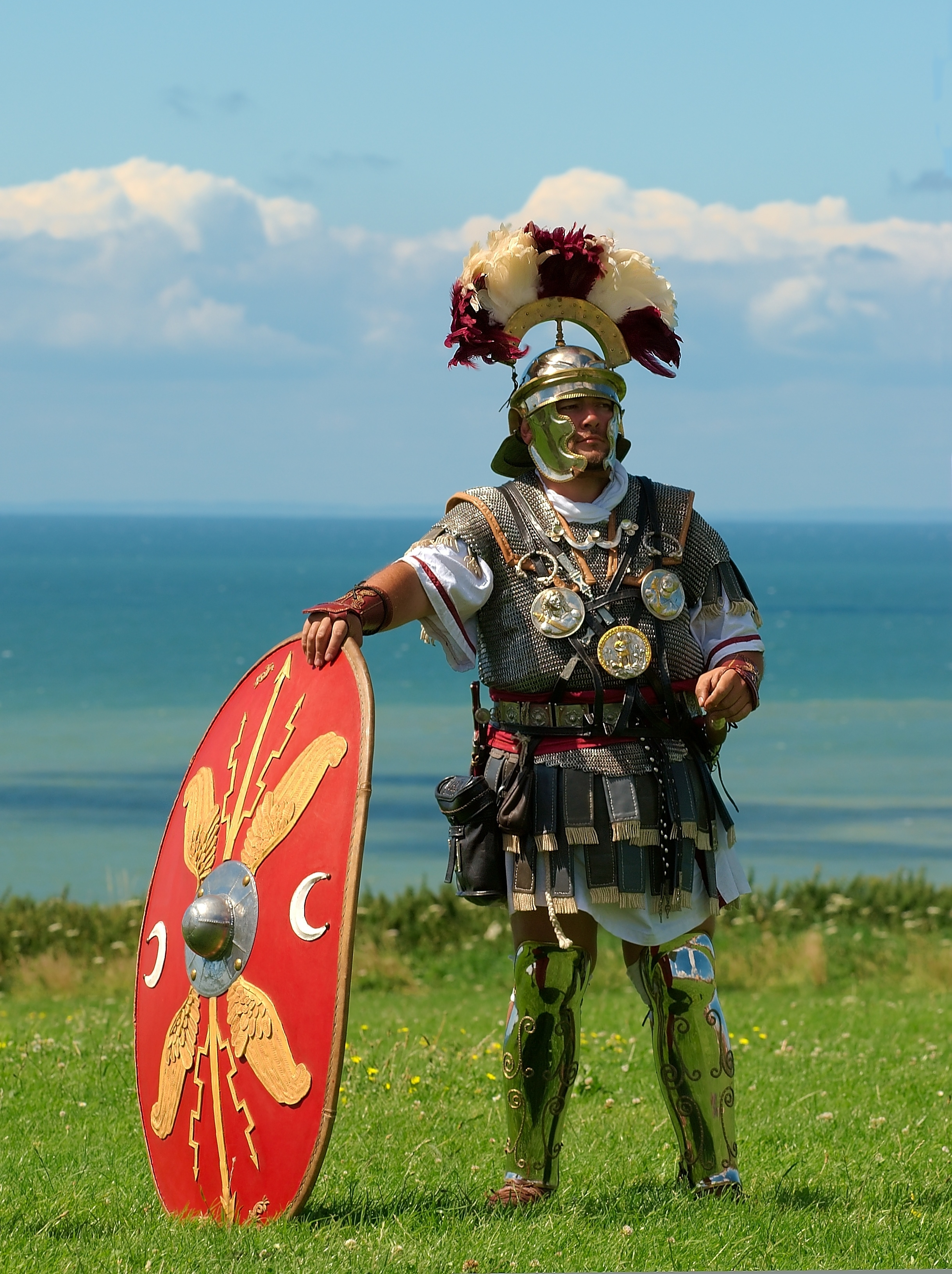
Сучасна реконструкція одягу центуріона легіону — можливо, приміпіла.

При́міпіл (лат. primus pilus або лат. primipilus — «перший пілусу») — найвищий за рангом центуріон легіону, який очолював першу центурію першої когорти. У I—II століттях міг дослужитися до стану вершників, при домінаті його посада перетворилася на посаду при продовольчому відомстві.

## Посадові обов'язки

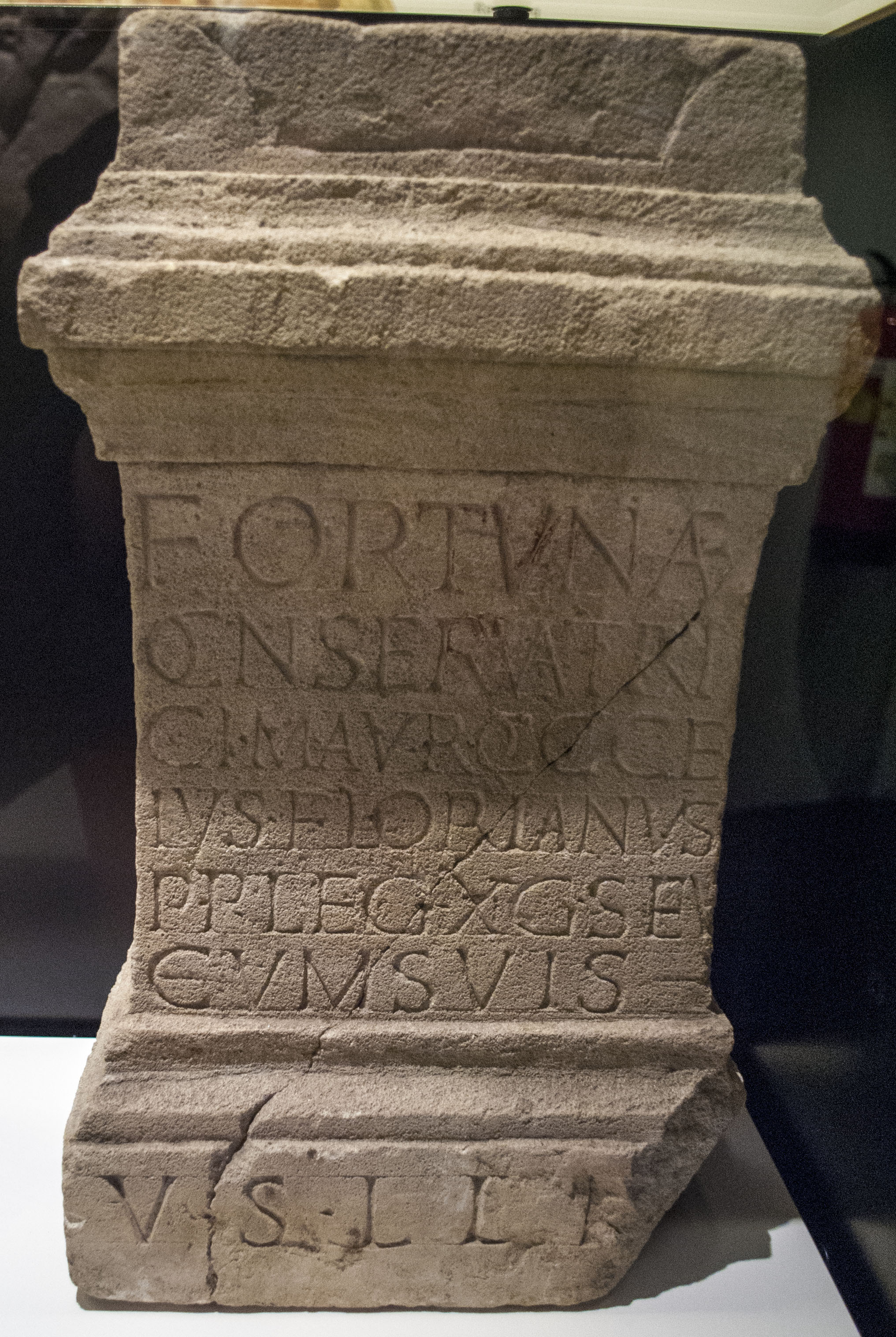
Вівтар у Віндобоні, присвячений «Хранительниці-Фортуні» від приміпіла X Парного легіону Марка Аврелія Кокція Флоріана, пер. пол. III ст.

Приміпіл по посаді був помічником командира легіону. Йому була довірена охорона орла легіону; він давав сигнал до виступу легіону і розпоряджався подачею звукових сигналів, що стосуються всіх когорт, тому Діонісій Галікарнаський відмітив, що приміпіл керує всіма 60 центуріями легіону.
На марші він знаходився на чолі армії, в бою — на правому фланзі, в першому ряду. Звичайна центурія налічувала до 80 вояків, а центурія приміпіла складалася з 400 добірних воїнів, безпосереднє командування якими здійснювали кілька командирів нижчого рангу. Для того, щоб дослужитися до приміпіла, при звичайному порядку служби, слід було пройти всі ранги центуріонів. Зазвичай цього статусу досягали після 20 і більше років служби, тобто у віці близько 40-50 років.
Приміпіл буквально означає «перший пілуса» (pilus — маніпул триаріїв). Останнє слово походить від pilum («пілум», «метальний спис») і через подібність слів термін іноді помилково перекладається як «центуріон першого списа».
Приміпіл підпорядковувався тільки 8 офіцерам: легату (legatus legiōnis), командиру легіону; старшому трибуну (tribunus laticlavus); префекту табору (praefectus castrorum) і п'ятьом молодшим трибунам (tribūnī angusticlāviī).
У випадку поранення або загибелі легата приміпіл міг очолити легіон чи навіть кілька легіонів: під час Германської війни 83 н. е. приміпіл командував цілою армією з восьми легіонів.

## Кар'єрне зростання
Приміпіл в нагороду за роки служби міг перейти у стан вершників (лат. equites). Також це підвищення давалося за особливі заслуги. Потрапивши у вершники, він міг продовжити свою кар'єру у кінноті. Або, з часом, повернутися на посаду приміпіла, підвищивши свою кваліфікацію і статус. Тоді наступною сходинкою у кар'єрному зростанні для військовика, що вже вдруге був приміпілом (primus pilus iterum), могла стати посада префекта табору — вони призначалися з колишніх центуріонів, зазвичай, саме з приміпілів.
До правління імператора Клавдія приміпіл також міг бути підвищений до військового трибуна, поки ця практика не припинилася через політичну значимість посади.
В деяких легіонах у I—II ст. н. е. могло бути одночасно два приміпіла: один безпосередньо командував першою центурією (його називали primus pilus), а другий був при штабі легата (його називали primus pilus bis). При чому, штабний приміпіл вважався старшим по відношенню до приміпіла першої центурії, а військовик, який побував на обох посадах, вважався більш досвідченим і мав перевагу як кандидат при виборі начальством нового префекта табору.

## Відомі приміпіли
- Тиберій Юлій Італік[de] (лат. Tiberius Iulius Italicus)
- Пакцій Орфін — приміпіл, який командував гарнізонами кількох міст під час Римо-парфянської війни 58—63 н. е.[3]